# インダイト
インダイト（indite）は、インジウムを主成分とする希産の硫化鉱物の一つで、インジウムに由来して名付けられた。ロシアの極東ロシアハバロフスク地方・小ヒンガンのジャーリンダ鉱床で発見された。
熱水鉱床において、錫石を置換して産出する。ジャーリンダ石、錫石、石英を伴う。
インダイトの鉄がカドミウムに置換すると、同様に希産鉱物のカドモインダイトになる。